# Friedrich Bruckmann

Friedrich Bruckmann

Friedrich Bruckmann (* 13. Oktober 1814 in Deutz; † 17. März 1898 in Arco (Trentino)) war ein deutscher Verleger.

## Leben
Friedrich Wilhelm Bruckmann war der Sohn von Margarete Bruckmann, geb. Drey und Johann Wilhelm Bruckmann, dem Gründer der Porzellanfabrik J. W. Bruckmann in Köln-Deutz. Friedrich Bruckmann machte eine Ausbildung in der Manufacture royale de porcelaine de Sèvres und arbeitete nach seiner Rückkehr, in der Manufaktur seines Vaters. Diese Fabrik stellte 1835 bemaltes und vergoldetes Porzellan in Deutz her.
1841 heiratete er Julie Weyler (1819–1901), die Tochter eines Rechtsgelehrten aus Düsseldorf. 1846 ist Friedrich Bruckmann Inhaber der Porzellanfabrik J.W. Bruckmann in Deutz.
1858 gründete er mit dem gelernten Frankfurter Buchhändler Friedrich Emil Eduard Suchsland (1837–1910) in Frankfurt am Main den Verlag für Kunst und Wissenschaft.
Er verlegte von 1858 bis 1861 Wilhelm von Kaulbachs Goethe-Galerie mit großformatigen Fotografien.
Sein Mitarbeiter war dabei Joseph Albert.
Im Herbst 1861 gründete Bruckmann in Stuttgart Friedrich Bruckmann’s Verlag. Im Sommer 1863 kam er nach München, wo er 1884 die „Photographische Union“ gründete. 1883 wurde die Firma „Friedrich Bruckmann“ in eine Aktiengesellschaft umgewandelt. Der Verlagsgründer Friedrich Bruckmann hatte den Vorsitz im Aufsichtsrat der Verlagsanstalt für Kunst und Wissenschaft zusammen mit Ernst Schandri und seinem Schwiegersohn Alfred Schaeuffelen (1844–1917), ein Sohn des Papierfabrikanten Gustav Schaeuffelen, verheiratet mit Bruckmanns Tochter Eugenie. 1885 verlegte er die erste deutsche Kunstzeitschrift Kunst für Alle sowie Bildbände zu Archäologie und Kunstgeschichte.

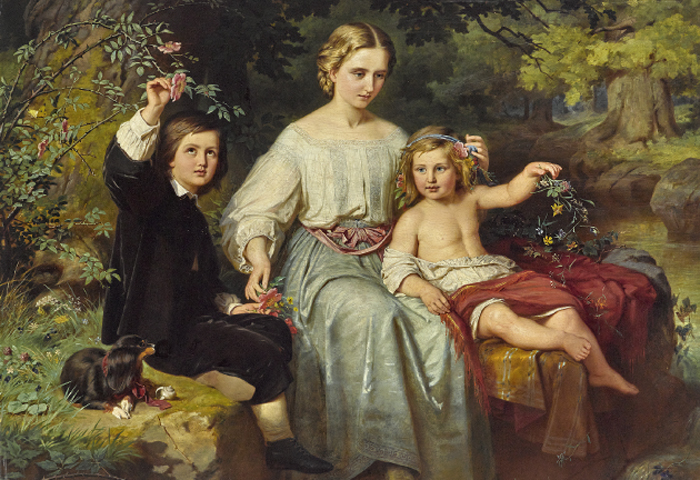
Friedrich Bruckmanns Kinder Alphons, Eugenie und Oskar, 1863 gemalt von Karl Bauerle

Seine Söhne Alphons (1855–1945), Oskar und Hugo Bruckmann erbten den Bruckmann Verlag. Seine Tochter, die verehelichte Eugenie Schaeuffelen (1849–1919) führte in ihrem Elternhaus in der Luisenstraße 8/I in München einen Salon. Ihre kapriziösen Künstlerfeste gehörten zu den aufsehenerregenden Ereignissen um die Jahrhundertwende.